# دیتمار بیرزدوفر
دیتمار بیرزدوفر (انگلیسی: Dietmar Beiersdorfer؛ زادهٔ ۱۶ نوامبر ۱۹۶۳) بازیکن فوتبال اهل آلمان است.
از باشگاه‌هایی که در آن بازی کرده‌است می‌توان به باشگاه فوتبال کلن، باشگاه فوتبال گروتر فورث، باشگاه فوتبال رجانا، باشگاه فوتبال هامبورگ، و باشگاه ورزشی وردر برمن اشاره کرد.
وی همچنین در تیم ملی فوتبال آلمان بازی کرده‌است.